# Ludwig Alberth
Ludwig Alberth (ur. 1919, data śmierci nieznana) – zbrodniarz nazistowski, członek załogi niemieckiego obozu koncentracyjnego Dachau i SS-Unterscharführer.
Członek Hitlerjugend i Waffen-SS. W czasie II wojny światowej pełnił służbę w Mühldorf, podobozie KL Dachau jako wartownik i kierownik komanda więźniarskiego.  
W procesie członków załogi Dachau (US vs. Ludwig Silbermann i inni), który odbył się w dniach 23-24 lipca 1947 przed amerykańskim Trybunałem Wojskowym w Dachau, Alberth skazany został na 10 lat pozbawienia wolności. Uznano go za winnego wielokrotnego znęcania się nad więźniami. Oskarżony bił ich między innymi kolbą karabinu, kijem i łopatą. Wiele z jego ofiar zostało okaleczonych i znalazło się w obozowym szpitalu. Wyrok zatwierdzono 23 stycznia 1948. 